# More Money Than Manners
More Money Than Manners è un cortometraggio muto del 1916 scritto e diretto da Lawrence Semon (Larry Semon).

## Produzione
Il film fu prodotto dalla Vitagraph Company of America.

## Distribuzione
Distribuito dalla General Film Company, il film - un cortometraggio in una bobina - uscì nelle sale cinematografiche statunitensi il 19 maggio 1916.
Non si conoscono copie ancora esistenti della pellicola che viene considerata presumibilmente perduta.